# Wohnstallhaus Altkötzschenbroda 44 (Radebeul)
Das Wohnstallhaus Altkötzschenbroda 44 steht am Anger Altkötzschenbroda im Stadtteil Kötzschenbroda der sächsischen Stadt Radebeul. In dem in der ersten Hälfte des 19. Jahrhunderts erneuerten Anwesen, das zusammen mit der Hausnummer 43 einen Dreiseithof seiner Familie darstellte, wurde 1818 der später vom österreichischen Kaiser Franz Joseph I. zum Freiherrn geadelte Eisenbahnunternehmer Wilhelm Eichler geboren.

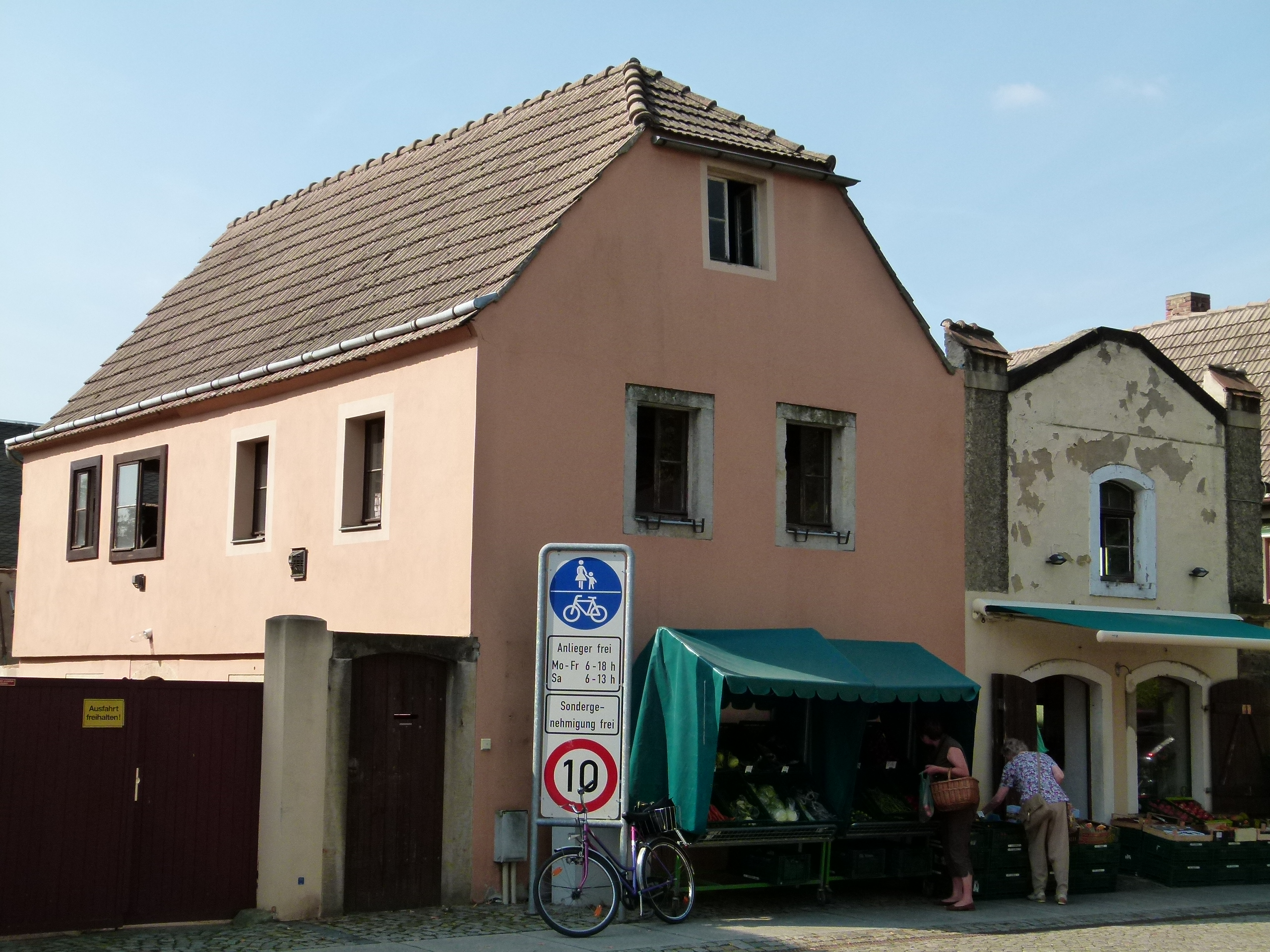
Wohnstallhaus Altkötzschenbroda 44

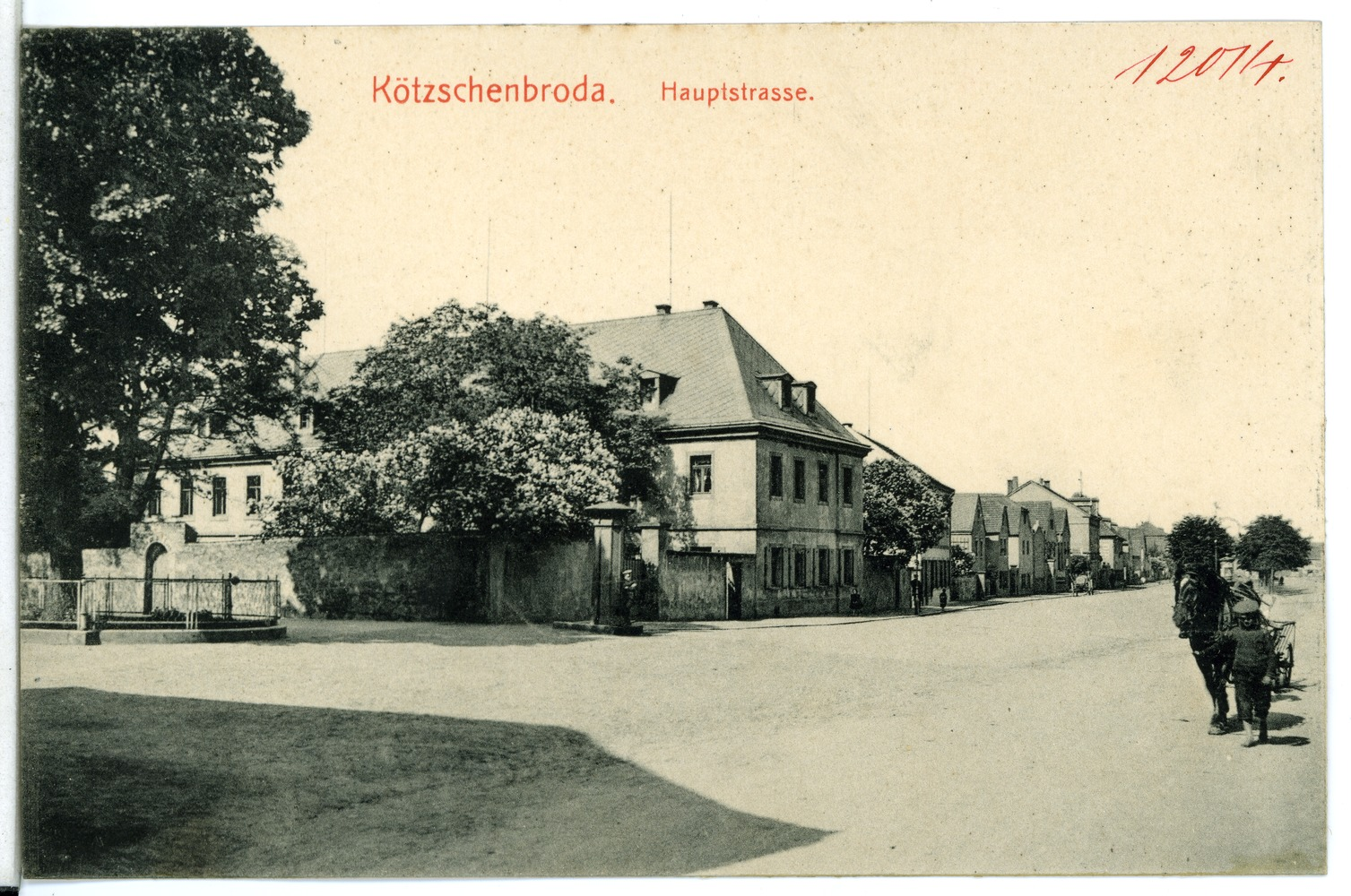
Altkötzschenbroda 44 (1910) und Nachbarschaft, ganz links steht das Pfarrhaus

## Beschreibung
Das unter Denkmalschutz stehende, ehemalige Wohnstallhaus ist ein zweigeschossiger Bau, der mit seiner zweiachsigen Giebelseite zum Anger ausgerichtet ist.
Neben dem schlicht verputzten Wohnhaus mit einem ziegelgedeckten Krüppelwalmdach steht eine einfache Toranlage mit Sandsteinpfeilern.